# Демократическа партия (Монголия)
Вижте пояснителната страница за други значения на Демократическа партия.
Демократическата партия (на монголски: Ардчилсан нам) е дясноцентристка либералноконсервативна политическа партия в Монголия.
Тя е една от новите партии, основани през 1990 г. след края на комунистическия режим. През 2000 г. към нея се присъединяват още няколко подобни партии. Представители на партията оглавяват правителството през 1996 – 2000 и 2004 – 2006 година, а от 2009 г. нейният доскорошен лидер Цахиагийн Елбегдорж е президент на страната.
На парламентарните избори през 2012 г. Демократическата партия е първа с 35% от гласовете и 31 места във Великия държавен хурал. На изборите през 2016 г. печели само 9 мандата в държавния хурал.